# Джевон Френсіс
Джевон Френсіс (англ. Javon Francis) (нар. 28 жовтня 1995) — ямайський легкоатлет, спринтер, срібний призер Олімпійських ігор в естафетному бігу 4×400 метрів (2016), багаторазовий призер чемпіонатів світу в естафетному бігу 4×400 метрів.
На чемпіонаті світу-2019 спортсмен здобув дві срібні нагороди в чоловічій та змішаній естафеті 4×400 метрів.

## Виступи на Олімпіадах
| Олімпіада           | Дисципліна   | Місце |
| ------------------- | ------------ | ----- |
| 2016 Ріо-де-Жанейро | 400 метрів   | 1пф5  |
| 2016 Ріо-де-Жанейро | 4×400 метрів | 2     |